# Jorge Javier Pereyra
Jorge Javier Pereyra (Federal, Entre Ríos, 31 de julio de 1978) es un futbolista argentino. Juega como defensa central y su equipo actual es el Independiente de Chivilcoy del Torneo Federal B de Argentina. Tiene 46 años.

## Clubes
| Club                       | País      | Año           |
| -------------------------- | --------- | ------------- |
| Luján                      | Argentina | 2000-2002     |
| Villa Dálmine              | Argentina | 2002-2003     |
| Luján                      | Argentina | 2003-2004     |
| Brown de Adrogué           | Argentina | 2004          |
| Universitario              | Perú      | 2005          |
| Sport Áncash               | Perú      | 2006          |
| FBC Melgar                 | Perú      | 2007-2010     |
| Xelajú                     | Guatemala | 2011          |
| Cienciano                  | Perú      | 2012          |
| Luján                      | Argentina | 2012-2014     |
| Independiente de Chivilcoy | Argentina | 2015-presente |

## Palmarés

### Campeonatos nacionales
| Título                        | Club          | País      | Año  |
| ----------------------------- | ------------- | --------- | ---- |
| Torneo Apertura (Primera "C") | Villa Dálmine | Argentina | 2002 |
| Copa Centenario               | Xelajú        | Guatemala | 2011 |